# کتابهای ششم و هفتم موسی

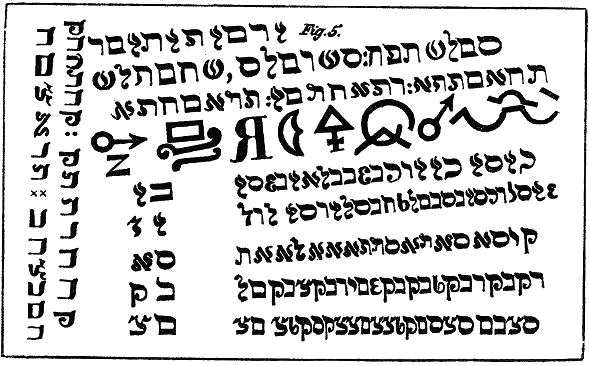
طلسمی از کتاب ششم موسی.

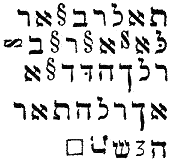
تصویری از جلد دوم.

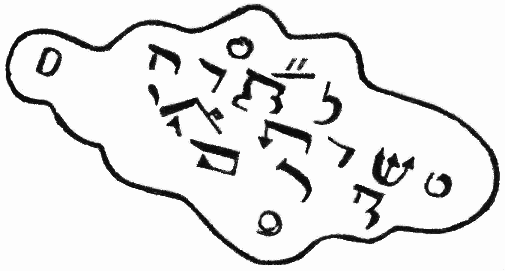
تصویری از جلد دوم.

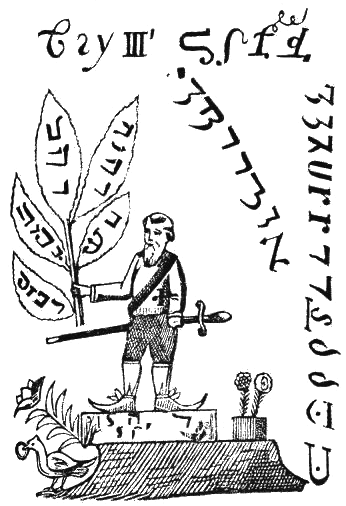
تصویری از جلد دوم.

کتابهای ششم و هفتم موسی گروهی از جادونامه‌ها هستند که ادعا می‌شود توسط موسی نبی نوشته شده‌اند و اضافه بر پنج کتاب اصلی موسی (تورات) می‌باشند. بر اساس نوشته این کتاب، روش انجام معجزاتی که موسی انجام داده بود به وسیله طلسمها و جادوهای این کتاب است. نسخه‌های این کتاب در قرن ۱۸ و ۱۹ در اروپا پدیدار شد.

## تاریخچه
تاریخ مشخصی از اولین نسخه این کتاب در دست نیست. اولین نسخه‌های این کتاب در نسخ خطی در آلمان در قرن ۱۸ پدیدار شدند. ممکن است بخشهایی از این کتاب از جادونامه‌های معروفتر قبلی کپی شده باشد. بسیاری مهاجران آلمانی به ایالات متحده این کتاب را همراه خود به این کشور آوردند و در مناطقی از آمریکا نظیر پنسیلوانیا این کتاب بسیار رایج بود. همچنین این کتاب در بین جمعیت آفریقایی-آمریکایی ایالات متحده نیز دارای طرفداران زیادی است.

## محتوا

### کتاب ششم موسی
این دو کتاب توسط خداوند قدرتمند به خدمتگزار باوفای او موسی در طور سینا آشکار شدند. و از این طریق به دست هارون، کالب و یوشع رسیدند و سپس به دست داوود و پسرش سلیمان و کاهن اعظم او زدوک. از این رو اینها بیبیلیس آرکانوم آرکانوروم به معنی اسرار اسرارها هستند. - نسخه چاپی کتاب سال ۱۸۸۰ جلد اول صفحه ۶.

### کتاب هفتم موسی
کتاب هفتم مانند کتاب ششم داستان زندگی موسی را به همراه طلسمها و وردهای مختلف بیان می‌کند. این طلسمها و وردها در جدولهایی بیان می‌شوند.
1. اولین جدول ارواح هوا
2. دومین جدول ارواح آتش
3. سومین جدول ارواح آب
4. چهارمین جدول ارواح زمین
5. پنجمین جدول زحل
6. ششمین جدول مشتری
7. هفتمین جدول مریخ
8. هشتمین جدول خورشید
9. نهمین جدول ناهید
10. دهمین جدول تیر
11. یازدهمین جدول ارواح
12. دوازدهمین جدول شمهمفوراش

### جلد دوم
در جلد دوم در مورد مسائل کابالایی صحبت می‌شود که باز هم شامل وردها و طلسمهاست و گفته می‌شود در قسمتهای مختلف داستان موسی او از این وردها برای معجزات خود مانند تبدیل عصا به مار استفاده کرده است.

### اسماء الهی
در قسمت بعدی شرح مفصلی در مورد خواص نامهای خداوند در یهودیت و قدرت هر کدام آمده است.

### اخترشناسی، شفا و گردنبندها
در قسمت بعدی در مورد تاثیر سیاره‌ها بر روی انسان و شفاهاً در بین عبریان صحبت شده است.